# Babni Vrt
Babni Vrt je naselje u slovenskoj Općini Kranju. Babni Vrt se nalazi u pokrajini Gorenjskoj i statističkoj regiji Gorenjskoj. 

## Stanovništvo
Prema popisu stanovništva iz 2002. godine naselje je imalo 58 stanovnika.